# Isik kagan
Isik kagan (kitajsko: 乙息記可汗, staroturško İssik Kağan) z osebnim imenom Ašina Keluo (阿史那科罗) je bil drugi kagan Turškega kaganata, * ni znano, † 553. 

## Ime
Njegovo ime je mogoče rekonstruirati iz srednjekitajskega jezika kot *kʰuâ-lâ, kar se prečrkuje kot neturško *Kvara ali staroturško Qara.

## Vladanje
Med njegovim kratkim vladanjem je porazil rouranskega kagana Judžiuluja Dengžuja. Maja 553 je Zahodnemu Veju poslal davek 50.000 konj in še isto leto umrl.

## Sklica
1. ↑  Golden, Peter B. (1992) An Introduction to the History of the Turkic Peoples. Otto-Harrassowitz. str. 121.
2. ↑  Hongen, Niu; 牛鴻恩 (2015). Xin yi Yi Zhou shu. Zv. 50. 袁宏. (Di 1 ban izd.). Taibei Shi: 三民書局. ISBN 9789571460192. OCLC 913445355.

| Isik kagan AšinaRojen: ni znano Umrl: 553 |                                 |                        |
| Vladarski nazivi                          |                                 |                        |
| Predhodnik: Bumin kagan                   | Kagan Turškega kaganata 552–553 | Naslednik: Mukan kagan |